# Yoania prainii
Yoania prainii är en orkidéart som beskrevs av George King och Robert Pantling. Yoania prainii ingår i släktet Yoania och familjen orkidéer. Inga underarter finns listade i Catalogue of Life.